# Foster & Lloyd
Foster & Lloyd is een Amerikaans countrymuziekduo, bestaande uit singer-songwriters Radney Foster en Bill Lloyd. Na de koppeling in 1986 nam het duo drie albums op voor RCA Nashville, waarbij negen singles in de Billboard country hitlijst werden opgenomen. Het hoogtepunt hiervan was hun debuutsingle Crazy Over You, een #4-hit in 1987. Na het uiteenvallen in 1990 begonnen Foster en Lloyd een solocarrière. Ze herenigden zich in 2010 om een vierde studioalbum uit te brengen.

## Geschiedenis
De tandem bestaat uit Radney Foster (zang, slaggitaar) en Bill Lloyd (harmonie en af en toe zang, lead- en ritmegitaren). Ze leerden elkaar kennen tijdens hun werk bij MTM publishing in Nashville (Tennessee). Ze schreven samen de countryhit Since I Found You in 1986 voor Sweethearts of the Rodeo, voordat ze hun eigen platencontract tekenden. Hun titelloze debuut-lp produceerde vijf hitsingles in de Amerikaanse Billboard countrymuziek hitlijst. De vervolgalbums Faster & Llouder (1989) en Version of the Truth (1990) waren minder succesvol. Na de derde plaat gingen ze uit elkaar en begonnen ze aan een solocarrière. Ze herenigden zich in 2010 en brachten in mei 2011 een vierde studioalbum uit. In 1987, terwijl hij nog steeds lid was van het duo, bracht Lloyd zijn debuut soloalbum Feeling the Elephant uit. De power pop-stijl van het album verschilde sterk van die van Foster & Lloyd en werd alom geprezen, maar was commercieel niet succesvol. Na de ontbinding van het duo bracht Lloyd het tweede album Set to Pop uit.

## Stijl
Ze werden door critici geprezen om hun smaakvolle mix van populaire country en rock and roll. Foster beschreef hun stijl als 'een countrygarageband' die teruggrijpt naar wat het beste was in de muziek in de jaren 1950 en 1960 en het een deel maakte van de jaren 1980. Hun muzikale stijl combineerde de duidelijk uitgesproken teksten van Foster met Lloyds virtuoze gitaarlicks en powerpop-gevoeligheden.

## Discografie

### Singles
- 1987:	Crazy Over You
- 1987: Sure Thing
- 1987: Hard to Say No
- 1988:	Texas in 1880
- 1988: What Do You Want from Me This Time
- 1988: Fair Shake
- 1989:	Before the Heartache Rolls In
- 1989: Suzette
- 1990: Is It Love
- 1990: Can't Have Nothin'

### Gastsingles
- 1990:	Tomorrow's World

### Albums
- 1987: Foster & Lloyd (RCA Nashville)
- 1989: Faster & Llouder (RCA Nashville)
- 1990: Version of the Truth (RCA Nashville)
- 2011: It's Already Tomorrow ('Effin 'Ell Records)

### Compilaties
- 1996: The Essential Foster and Lloyd It's Already Tomorrow (RCA Records)

### Muziekvideo's
- 1987:	Crazy Over You
- 1987: Hard to Say No
- 1988:	Texas in 1880
- 1988: What Do You Want from Me This Time
- 1989:	Before the Heartache Rolls In
- 1989: Fat Lady Sings
- 1989: Suzette
- 1990:	Is It Love
- 1990: Tomorrow's World""
- 1990: Can't Have Nothin'
- 2011:	It's Already Tomorrow